# Feketecsőrű olajgalamb
A feketecsőrű olajgalamb (Columba hodgsonii) a madarak osztályának galambalakúak (Columbiformes) rendjéhez és a galambfélék (Columbidae) családjához tartozó faj.

## Előfordulása
Bhután, Kína, India, Mianmar, Pakisztán és Thaiföld területén honos. Laosz területén kóborló.

## Megjelenése
Testhossza 38 centiméter.